# Alícia Marcet i Juncosa
Alícia Macet i Juncosa (Sant Feliu de Guíxols, Baix Empordà, 1931 - Perpinyà, 30 d'octubre de 2016) va ser una historiadora especialitzada en Història Moderna de la Catalunya del Nord. Fou filla d'Alberta Juncosa i Ferrer i de Francesc Marcet i Vila. Durant la guerra, el seu pare (membre del PSUC) va ser mobilitzat pel govern de la República i el van enviar al front mentre que Alícia i la seva mare van anar a viure a Barcelona. El 27 de gener de 1939 es van exiliar a França per reunir-se amb el seu pare, que havia estat internat al camp d'Argelers. Quan aquest es va escapar del camp, es van retrobar a Marsella. Posteriorment es traslladaren a París.
Alícia es va escolaritzar al poble de Garancières, on va estar tres anys. Va ser gràcies a l'hisendat per qui el seu pare treballava que va poder ingressar al Lycée de Jeunes Filles de Versalles. L'any 1945 es van instal·lar a Bologne-sur-Seine. El 1949 finalitzà el batxillerat i va estudiar Història a la Universitat de la Sorbona, on es va llicenciar el 1952. Posteriorment va obtenir el diploma d'Estudis Superiors i el concurs d'Agregació Acadèmica. Del 1969 fins a la seva jubilació, el 1995, tingué una càtedra d'Història Moderna i va ensenyar a la Universitat de Perpinyà. Alícia Marcet s'especialitzà en Història moderna de la Catalunya del Nord (segles XV-XVIII) i ha publicat més de 70 llibres
Com a gran defensora de la identitat catalana, l'any 1990 va fundar i presidí la Fundació Comte Guifré, en defensa de l'ensenyament de la llengua catalana al Rosselló.
La ciutat de Perpinyà la va distingir amb el Premi Joan Blanca i va ser nomenada per l'estat francès Comandant de l'Orde de les Palmes Acadèmiques i Chevalier des Arts.

## Obra
- Història de Perpinyà la fidelíssima (1955)
- La Bressola : 10 anys d'escola catalana a Catalunya Nord (1987)
- Breu història de les terres catalanes del nord (1988)
- Rosellón (1988)
- Abrégé d'histoire des terres catalanes du nord (1991)
- Roussillon y en otros lugares: las imágenes de los tiempos modernos (1993)
- La fijación del Rosellón a Francia (1995)
- El Perpignan infame en la Edad Media (1998)
- Mots-clefs de l'histoire catalane du nord (2003)